# Langihryggur (ås i Island, Austurland, lat 65,33, long -15,52)
Langihryggur är en ås i republiken Island. Den ligger i regionen Austurland, 300 km öster om huvudstaden Reykjavík.